# ری یونگ-جیک
ری یونگ-جیک (انگلیسی: Ri Yong-jik؛ زادهٔ ۸ فوریهٔ ۱۹۹۱) یک بازیکن فوتبال اهل کره شمالی است.
وی همچنین در تیم ملی فوتبال کره شمالی بازی کرده‌است.